# Török női kézilabda-bajnokság (első osztály)
A Süper Ligi a legmagasabb osztályú török női kézilabda-bajnokság. A bajnokságot 1980 óta rendezik meg. Jelenleg tizenegy csapat játszik a bajnokságban, a legeredményesebb klub a TMO Ankara, a címvédő a Yalikavak SK.

## Kispályás bajnokságok
| Év   | 1. hely                                           | 2. hely                                           | 3. hely                                           |
| ---- | ------------------------------------------------- | ------------------------------------------------- | ------------------------------------------------- |
| 1980 | Genel-İş Ankara                                   | İzmir Urla Gençlik                                | Beşiktaş JK                                       |
| 1981 | Etispor                                           |                                                   |                                                   |
| 1982 | MTA Ankara                                        | İzmir Urla Gençlik                                | Taçspor İstanbul                                  |
| 1983 | Taçspor İstanbul                                  | İstanbul Bankası Yenişehir                        | Arçelik İstanbul                                  |
| 1984 | İstanbul Bankası Yenişehir                        | Arçelik İstanbul                                  | Taçspor İstanbul                                  |
| 1985 | Tarsus İdman Yurdu Erkutspor                      |                                                   |                                                   |
| 1986 | Altınordu İzmir                                   | Arçelik İstanbul                                  | Tarsus İdman Yurdu Erkutspor                      |
| 1987 | Gazi Tıp Ankara                                   | Arçelik İstanbul                                  |                                                   |
| 1988 | Arçelik İstanbul                                  | İzmir Büyükşehir Belediyesi                       |                                                   |
| 1989 | Arçelik İstanbul                                  | Gazi Tıp Ankara                                   | Eti Bisküvileri Eskişehir                         |
| 1990 | Arçelik İstanbul                                  | TMO Ankara                                        |                                                   |
| 1991 | TMO Ankara                                        |                                                   |                                                   |
| 1992 | TMO Ankara                                        | Vestel SK                                         |                                                   |
| 1993 | TMO Ankara                                        | Gazi Üniversitesi                                 |                                                   |
| 1994 | Kültürspor Ankara                                 |                                                   |                                                   |
| 1995 | TMO Ankara                                        |                                                   |                                                   |
| 1996 | Eyüboğlu Koleji İstanbul                          | Yeni Karamürsel İstanbul                          |                                                   |
| 1997 | Yeni Karamürsel İstanbul                          |                                                   |                                                   |
| 1998 | Yeni Karamürsel İstanbul                          | Kastamonu Sağlıkspor                              | TMO Ankara                                        |
| 1999 | TMO Ankara                                        | Yeni Karamürsel İstanbul                          |                                                   |
| 2000 | TMO Ankara                                        | Anadolu Üniversitesi Eskişehir                    | İzmir Büyükşehir Belediyesi                       |
| 2001 | Anadolu Üniversitesi Eskişehir                    | TMO Ankara                                        |                                                   |
| 2002 | TMO Ankara                                        | Anadolu Üniversitesi Eskişehir                    | Üsküdar Belediyesi                                |
| 2003 | TMO Ankara                                        | Üsküdar Belediyesi                                |                                                   |
| 2004 | Üsküdar Belediyesi                                | Anadolu Üniversitesi Eskişehir                    |                                                   |
| 2005 | Havelsan Ankara                                   | Anadolu Üniversitesi Eskişehir                    |                                                   |
| 2006 | Çankaya Belediyesi Ankara                         | İstanbul Tekelspor                                | Anadolu Üniversitesi Eskişehir                    |
| 2007 | Milli Piyango SK                                  | Çankaya Belediyesi Ankara                         | Üsküdar Belediyesi                                |
| 2008 | Milli Piyango SK                                  | Üsküdar Belediyesi                                | İzmir Büyükşehir Belediyesi                       |
| 2009 | Milli Piyango SK                                  | Üsküdar Belediyesi                                |                                                   |
| 2010 | Milli Piyango SK                                  | Üsküdar Belediyesi                                | İzmir Büyükşehir Belediyesi                       |
| 2011 | Üsküdar Belediyesi                                | İzmir Büyükşehir Belediyesi                       | Milli Piyango SK                                  |
| 2012 | Muratpaşa Belediyesi                              | Milli Piyango SK                                  | Çankaya Belediyesi Ankara                         |
| 2013 | Muratpaşa Belediyesi                              | Üsküdar Belediyesi                                | Çankaya Belediyesi Ankara                         |
| 2014 | Muratpaşa Belediyesi                              | Ankara Yenimahalle BSK                            | Ardeşen GSK                                       |
| 2015 | Ankara Yenimahalle BSK                            | Muratpaşa Belediyesi                              | Ardeşen GSK                                       |
| 2016 | Ankara Yenimahalle BSK                            | Muratpaşa Belediyesi                              | Ardeşen GSK                                       |
| 2017 | Kastamonu Belediyesi GSK                          | Ankara Yenimahalle BSK                            | Ardeşen GSK                                       |
| 2018 | Muratpaşa Belediyesi                              | Kastamonu Belediyesi GSK                          | Polatli Belediyespor                              |
| 2019 | Kastamonu Belediyesi GSK                          | Muratpaşa Belediyesi                              | Ardeşen GSK                                       |
| 2020 | A koronavírus-járvány miatt nem avattak bajnokot. | A koronavírus-járvány miatt nem avattak bajnokot. | A koronavírus-járvány miatt nem avattak bajnokot. |
| 2021 | Kastamonu Belediyesi GSK                          | Yalikavak SK                                      | Ankara Yenimahalle BSK                            |
| 2022 | Kastamonu Belediyesi GSK                          | Yalikavak SK                                      | İzmir Büyükşehir Belediyesi                       |
| 2023 | Kastamonu Belediyesi GSK                          | Konyaaltı Belediyespor                            | İzmir Büyükşehir Belediyesi                       |
| 2024 | Yalikavak SK                                      | Ankara Yenimahalle BSK                            | Konyaaltı Belediyespor                            |
| 2025 | Yalikavak SK                                      | Adasokağı SK                                      | Bursa BBSK                                        |

## Lásd még
- Török férfi kézilabda-bajnokság (első osztály)